# Malheur (rivier)
De Malheur is een zijrivier van de Snake River en stroomt door het oosten van Oregon in de Verenigde Staten.

## Etyomologie
De naam Malheur is Frans voor 'ongeluk' (in de betekenis van het tegenovergestelde van geluk). De term komt men in het zuidoosten van de Amerikaanse staat Oregon veel tegen. Franse bonthandelaren op expeditie in 1818 gaven deze benaming aan een rivier, nadat door hen gevangen bevers door Indianen werden gestolen.

## Route
De Malheur bewatert een deel van het Grote Bekken. Ze ontspringt ten zuiden van Strawberry Mountain in Grant County. De rivier stroomt door Malheur National Forest, dan in zuidoostelijke richting langs Drewsey en door het Warm Springs Reservoir. In het oosten van Malheur County, nabij Riverside, komt eerst de South Fork Malheur River in de Malheur uit en na een scherpe bocht ook de North Fork Malheur River. Vanaf Juntura stroomt de rivier in oostelijke richting naar Vale, om 3 kilometer ten noorden van Ontario in de Snake River uit te monden.
- Virtual International Authority File: 315528844